# 迪士尼文藝復興
迪士尼文藝復興（英語：Disney Renaissance）是指1989到1999年期間，由華特迪士尼動畫工作室重新開始製作評價和商業上成功的動畫電影，這些電影大多是根據眾所周知的童話、小說故事改編而成，並融入了大量音樂劇元素，與華特·迪士尼在1930年代到1960年代期間的作品相似。這次復興的建立，更使迪士尼的動畫電影在國內和國外票房獲得巨大的成功，賺取的利潤遠高於大多數迪士尼之前時期的電影。
這一時期迪士尼發行的動畫電影有《小美人魚》（1989年）、《地下拯救者》（1990年）、《美女與野獸》（1991年）、《阿拉丁》 （1992年）、《獅子王》（1994年）、《風中奇緣》 （1995年）、《鐘樓怪人》(1996年)、《大力士》(1997年)、《花木蘭》(1998年) 以及《泰山》(1999年)。

## 背景

### 1986年之前的動畫工作室

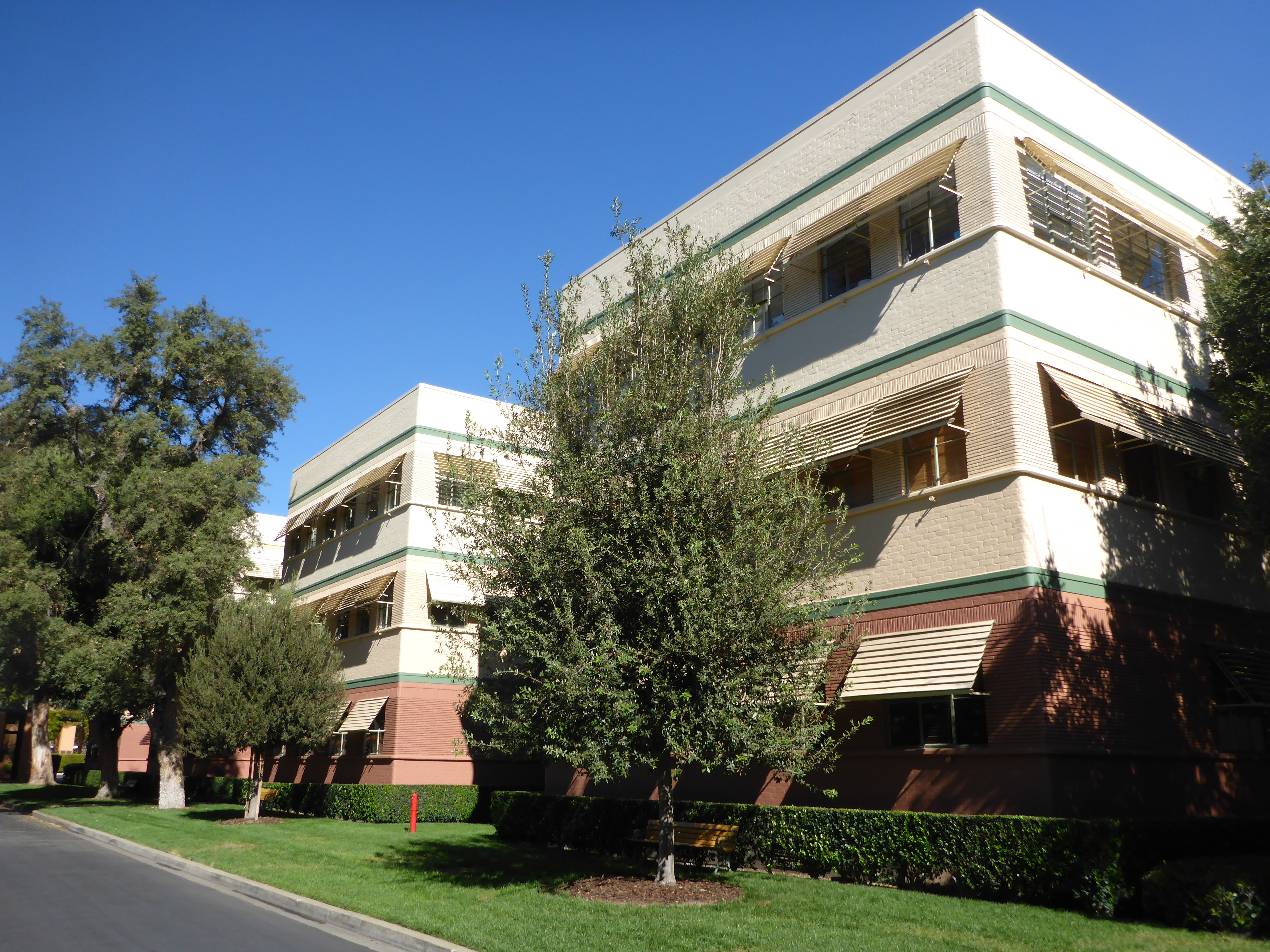
華特迪士尼工作室最初的動畫大樓，動畫部門於1985年離開。

在華特和洛伊·O·迪士尼（分別於1966年和1971年去世）之後，华特迪士尼公司由唐·塔塔姆，卡德·沃克和華特的女婿羅恩·米勒接手。雖然評論家和觀眾都期待著在《救難小英雄》（1977年）之後，迪士尼動畫迎來新的黃金時期，然而在管理層改變後的18年期間發行的動畫電影，在商業上並不像先前一樣成功。此外，在《狐狸与猎狗》（1981年）的製作過程中，長期動畫師唐·布鲁斯離開迪士尼動畫部門，成立自己的競爭對手工作室而造成了特別嚴重的打擊。唐·布鲁斯的工作室帶走了11名迪士尼動畫師。由於共有17％的動畫師離開，因此《狐狸和猎狗》的製作也被推遲了六個月。唐·布鲁斯工作室原製作的第一部作品《鼠譚秘奇》（1982年），也因故事調性過於黑暗而被迪士尼拒絕發行，最終在1980年代和1990年代其間，布鲁斯成為迪士尼動畫的主要競爭對手。
在經歷商人和金融家索爾·斯坦伯格（金融家）惡意收購迪士尼的事件，甚至加以拆解出售資產。後來由董事會成員洛伊·愛德華·迪士尼使用白武士方式遏止之後，迪士尼在1980年代中期做出了重大的組織改革。前派拉蒙影業的邁克·艾斯納於1984年擔任首席執行官，並加入他在派拉蒙影業的合作伙伴杰弗瑞·卡森伯格擔任工作室的主席，而前华纳兄弟影業的弗兰克·威尔斯則成為總裁。1985年，彼得·施奈德被聘為迪士尼劇情動畫部門的總裁，該部門很快將改名為華特迪士尼動畫公司。同一年，為了給實景真人拍攝更多的空間，動畫部門從布爾賓的華特迪士尼製片廠搬到了格倫代爾內2英里（3.2公里）以東各種倉庫的「臨時」位置，因此，大部分迪士尼文藝復興的作品（就電影的實際製作地）實際上發生在格倫代爾的一個相當普通的工業園區，即格蘭德中央商務中心誕生的。
在PG分級的《黑神锅传奇》（1985年）的票房失敗之後，動畫部門的未來面臨解散的危機。由於這將違反了30年的工作室政策，因此動畫部門創立了電視動畫部門（現在的迪士尼电视动画公司），製作《唐老鴨俱樂部》等節目。為了拯救認為是工作室核心業務的動畫部門，在1984年於公司收購戰中辭職的洛伊，成功說服了艾辛納讓他回來監督動畫部門，希望能改善工作室的命運。

### 1986-88年

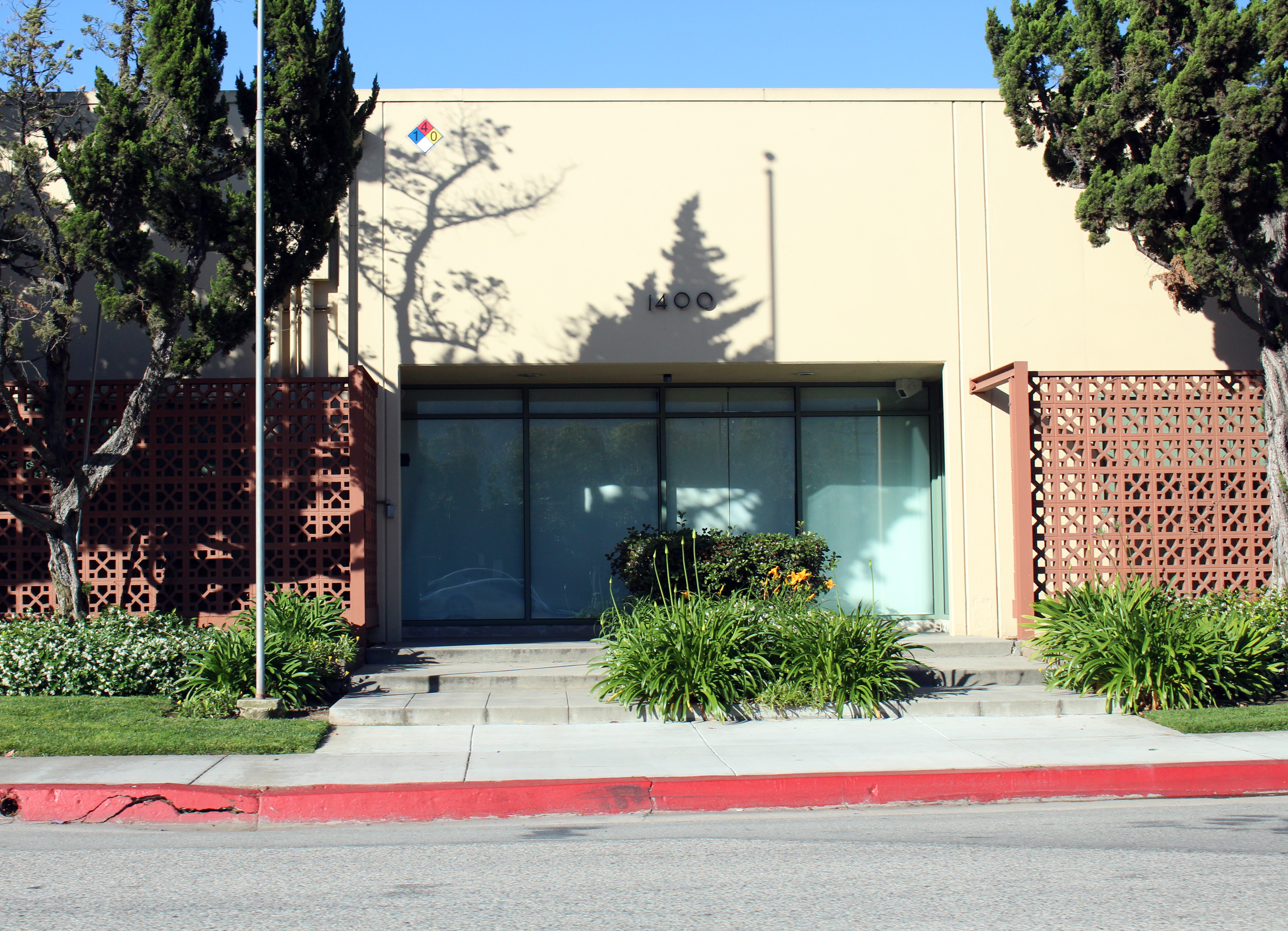
格蘭代爾1400 Flower Street，迪士尼文藝復興的主要工作室。

迪士尼在唐·布鲁斯的《老鼠也移民》（1986年）之前幾個月上映了《妙妙探》（1986年）。然而《老鼠也移民》的商業表現遠遠超過了《妙妙探》的成績，成為當時美國最高票房的動畫電影。不過，鑒於《妙妙探》也仍然獲得足夠的成績（包括批評和商業） ，也增強執行長對於迪士尼動畫部門的信心。隨後，《奥丽华历险记》（1988年）後來與《恐龍島》（1988年）同時上映。儘管《恐龍島》依然成為當時全球最高票房的動畫電影，但《奧麗華歷險記》在美國的票房獲得更高的成績，掀起了迪士尼劇院人數逐漸增加的開端。
同一時間，迪士尼與電影製片人史蒂文·斯皮爾伯格合作製作了《谁陷害了兔子罗杰》（1988年），該部作品由真人演員和動畫角色共同出演，營造兩者直接互動的神奇世界。同時也聚集了許多不同工作室在1930年代和1940年代的創造的動畫人物。電影上映後，无论在票房还是专业评论方面都获得了很好的反响，并重新引起了人们对美国动画黄金时代的关注，並最後贏得4项奥斯卡金像奖。除了本片本身，斯皮爾伯格還幫助迪士尼製作了三個《羅傑兔》短片。這也令迪士尼在1988年躍升為全美票房收入的第一名。
迪士尼文藝復興的促成因素除了與唐·布鲁斯的動畫製作競爭之外，也包括當時海外動畫的發展，尤其是日本動畫家宫崎骏以及他所屬的工作室吉卜力工作室的成立 。他在《鲁邦三世》的劇場版改編《魯邦三世卡里奧斯特羅之城》（1979年）影響了《妙妙探》的高潮場景，該两分鐘的高潮場景使用了电脑动画生成的圖像（CGI），使它成為第一部大量使用電腦動畫的迪士尼電影，迪士尼電影的頂尖動畫師葛連·基恩也將宫崎骏的作品譽為迪士尼動畫電影的「巨大影響」，從而为迪士尼文藝復興鋪平了道路。

## 時間軸

### 1989年：小美人魚
迪士尼自1930年代以來就一直在開發《小美人鱼》，在1988年，在正金石影業的《誰陷害了兔子羅傑》的成功之後，工作室決定將該部作品轉變成一部動畫音樂劇，並參考更多的百老匯感覺。施奈德邀請了曾在幾年前曾在百老匯的《小型恐懼商店》中合作的作詞人霍華德·阿什曼和作曲家亚伦·孟肯參與該片的製作，並為該片寫下和撰寫了歌曲和配樂。
上映後，《小美人魚》在影評界和商業上都取得了巨大成功，並比同一天上映的唐·布鲁斯《天堂狗歷險記》獲得更多的周末票房收入，最終《小美人魚》也打破了《恐龍島》所創下的最高票房動畫電影紀錄。 《小美人魚》也獲得了兩項奧斯卡獎，分別是奥斯卡最佳原创歌曲奖（《Under_the_Sea》）和最佳原創配樂，並獲得了額外的最佳原創歌曲提名（《Kiss the Girl》）。

### 1990-91年：地下拯救者、美女與野獸
1990年，《地下拯救者》正式上映，該部作聘成為華特迪士尼動畫所製作的首部續集作品。該片主要受到正面的回應，但商業成功程度並不及《小美人魚》。 這部電影還將標誌著迪士尼電腦動畫製作系統（CAPS）的正式使用，成為該公司第一部完全數位動畫製作的長篇電影。
《美女與野獸》是迪士尼的下一部電影，並因電影中浪漫的敘事、電腦技術的動畫、角色設計和音樂劇而廣受觀眾群及影評家的好評。並獲得了包括獲得了金球獎最佳音樂及喜劇電影、奧斯卡金像獎最佳原創音樂、最佳原創歌曲等多項大獎，且罕有地獲得奧斯卡最佳影片獎的提名。 在上映時，《美女與野獸》除了在當時是迪士尼最賣座的動畫電影外，它也是第一部在美國票房超過1億美元的動畫電影。隨著票房成功，也為迪士尼帶來了豐厚的商品推廣活動。 1994年，《美女與野獸》首次作為百老匯舞台劇改編的第一部文藝復興電影。

### 1992-94年：阿拉丁、獅子王
1992年的《阿拉丁》和1994年的《獅子王》也共同創下當年全球的最高票房。其中《獅子王》仍保持至今為史上票房最高的傳統動畫電影。
霍華德·阿什曼在去世之前曾為《阿拉丁》寫了幾首歌曲，但最終只有三首在電影中使用。蒂姆·赖斯最終加入了項目，並與亚伦·孟肯完成了配樂和歌曲。賴斯后來與艾爾頓·強和漢斯·季默合作參與《狮子王》中的歌曲作詞。，此前ABBA曾拒絕了為電影寫歌的邀請。最終，兩部電影均贏得了最佳原創歌曲（包括《今夜感覺我的愛》）和奧斯卡獎最佳原創配樂。並且像《美女與野獸》一樣贏得了金球獎最佳音樂及喜劇電影。《阿拉丁》還贏得了額外的奧斯卡獎提名，包括最佳原創歌曲、最佳音效和最佳音效剪輯剪輯共五項。《獅子王》贏得了其他兩項奧斯卡獎最佳原創歌曲提名，使其總共四項奧斯卡獎提名。
在兩部的電影之間，迪士尼曾製作其他多樣化的動畫作品，包括與前迪士尼動畫師蒂姆·伯頓製作的停格動畫電影《聖誕夜驚魂》，由另一位前迪士尼動畫師亨利·謝利克執導。多虧了文藝復興時期早期電影的成功，迪士尼管理層有能力分配足夠的資金，使動畫部門從重新回到了布爾班克製片廠的迪士尼大廈。由羅伯特·斯坦恩設計的 240,000平方英尺的大樓於1994年12月16日在迪士尼主廠前面的街道上揭幕，作為當前華特迪士尼動畫工作室的辦公地點。

### 1995–97年：風中奇緣、鐘樓怪人與大力士
接下來的迪士尼動畫電影《風中奇緣》雖獲得評價不一的成績，但仍然在全球票房獲得3.46億美元，並獲得最佳原創音樂或喜劇配樂和最佳原創歌曲（《風之彩》）等兩項奧斯卡獎。但是它的票房收入與前一年《獅子王》的票房收入相比要低得多。翌年，迪士尼第一部預算超過1億美元的動畫電影《鐘樓怪人》獲得的評價雖比《風中奇緣》好，但總票房只有3.25億美元。兩部電影均由作曲家史蒂芬·施沃茨擔任配樂。
當1997年《大力士》上映時，受到以古典好萊塢電影和引用1990年代流行文化的主題，以及由曼肯及和大衛·齊佩爾創作的歌曲影響，卻在票房上獲得2.52億美元（比《鐘樓怪人》少730萬美元）時，新聞媒體開始公開暗示迪士尼動畫正處於動畫的下滑趨勢。雖然《大力士》比《風中奇緣》和《鐘樓怪人》獲得了更多正面評價，但此時的工作室已經開始面臨梦工厂動畫和皮克斯动画工作室等新興動畫公司的競爭。

### 1998–99年：花木蘭、泰山
迪士尼的下一部電影《花木蘭》上映後，在全球上獲得3.04億美元的票房，恢復了迪士尼的商業和評價地位。
《泰山》的上映，則被視為是迪士尼文藝復興時期的結束。該部由馬克·曼西納擔任配樂，菲爾·柯林斯擔任歌曲製作，並以劇中歌曲《你在我心裡》贏得了奧斯卡最佳原創歌曲獎， 《泰山》在票房上獲得4.48億美元，成為迪士尼自《狮子王》以來最為商業成功的電影，並受到廣泛的正面評價。《泰山》也是迪士尼預算最昂貴的動畫電影，花費1.3億美元，其中很多都被用於開發新的技術，例如透過電腦輔助背景繪畫的新興技術，被稱為「深畫布」（Deep Canvas）。 該部電影也是也是自文藝復興時期開始以來，第一部完全在新的工作室新寫作、開發和製作的電影；所有其他電影均是在格蘭德爾製作，或是工作室搬遷後持續開發。

## 評價

### 批判性評價和公眾評價
迪士尼在文藝復興時期發行的大部分電影都廣受好評。根據爛番茄的評價，迪士尼的六部電影——《小美人魚》、《美女與野獸》、《阿拉丁》、《獅子王》、《花木蘭》和《泰山》獲得了超過85%的支持率，其中前四部電影由美國影評人罗杰·埃伯特譽為「四大作」。《風中奇緣》則是對迪士尼文藝復興評價最低的電影——平均正面評價為55%。
| 電影名稱             | 導演                        | 爛番茄                             | Metacritic    | 影院评分 |
| -------------------- | --------------------------- | ---------------------------------- | ------------- | -------- |
| 小美人魚             | 羅恩·克萊門茨 約翰·馬斯克   | 93% (平均評分：8.1/10) (71條評論)  | 88 (24條評論) | 不適用   |
| 救难小英雄澳洲历险记 | 韓德爾·布托瑞 麥克·蓋布瑞爾 | 71% (平均評分：6.2/10) (28條評論)  | 70 (19條評論) | 不適用   |
| 美女與野獸           | 葛瑞·特奧斯戴 柯克·維斯     | 94% (平均評分：8.5/10) (118條評論) | 95 (22條評論) | A+       |
| 阿拉丁               | 羅恩·克萊門茨約翰·馬斯克    | 95% (平均評分：8.2/10) (75條評論)  | 86 (25條評論) | A+       |
| 獅子王               | 羅傑·艾勒斯 罗伯·明可夫     | 93% (平均評分：8.5/10) (136條評論) | 88 (30條評論) | A+       |
| 風中奇緣             | 麥克·蓋布瑞爾艾瑞克·戈德堡  | 55% (平均評分：6/10) (56條評論)    | 58 (23條評論) | A−       |
| 鐘樓怪人             | 葛瑞·特奧斯戴柯克·維斯      | 71% (平均評分：7.1/10) (56條評論)  | 74 (28條評論) | A        |
| 大力士               | 羅恩·克萊門茨約翰·馬斯克    | 84% (平均評分：7/10) (55條評論)    | 74 (22條評論) | A        |
| 花木蘭               | 貝瑞・庫克 班·克洛夫特      | 86% (平均評分：7.6/10) (79條評論)  | 71 (24條評論) | A+       |
| 泰山                 | 凱文·利瑪 克里斯·巴克       | 89% (平均評分：7.6/10) (105條評論) | 79 (27條評論) | A        |

### 票房
| 電影標題             | 上映日期       | 票房         | 票房         | 票房         | 影史票房排名 | 影史票房排名 | 影史票房排名 | 預算         | 參考文獻 |
| 電影標題             | 上映日期       | 美國         | 海外         | 全球總計     | 美國票房     | (A)          | 全球票房     | 預算         | 參考文獻 |
| -------------------- | -------------- | ------------ | ------------ | ------------ | ------------ | ------------ | ------------ | ------------ | -------- |
| 小美人魚             | 1989年11月17日 | $111,543,479 | $99,800,000  | $211,343,479 | 585          | 585          | 705          | $40,000,000  | [ 64 ]   |
| 救难小英雄澳洲历险记 | 1990年11月16日 | $27,931,461  | $19,468,539  | $47,400,000  | 2,757        | 2757         | 2757         | $27,000,000  | [ 65 ]   |
| 美女與野獸           | 1991年11月22日 | $218,967,620 | $224,033,956 | $443,001,576 | 158          | 134          | 251          | $25,000,000  | [ 66 ]   |
| 阿拉丁               | 1992年11月25日 | $217,350,219 | $286,700,000 | $504,050,219 | 164          | 101          | 139          | $28,000,000  | [ 67 ]   |
| 獅子王               | 1994年6月24日  | $422,783,777 | $545,700,000 | $968,483,777 | 22           | 19           | 39           | $45,000,000  | [ 68 ]   |
| 風中奇緣             | 1995年6月23日  | $141,579,773 | $204,500,000 | $346,079,773 | 381          | 381          | 363          | $55,000,000  | [ 69 ]   |
| 鐘樓怪人             | 1996年6月21日  | $100,138,851 | $225,200,000 | $325,338,851 | 623          | 623          | 314          | $100,000,000 | [ 70 ]   |
| 大力士               | 1997年6月27日  | $99,112,101  | $153,600,000 | $253,712,101 | 629          | 629          | 450          | $80,000,000  | [ 72 ]   |
| 花木蘭               | 1998年6月19日  | $120,620,254 | $183,700,000 | $304,320,254 | 444          | 444          | 347          | $90,000,000  | [ 73 ]   |
| 泰山                 | 1999年6月18日  | $171,091,819 | $277,100,000 | $448,191,819 | 228          | 228          | 179          | $130,000,000 | [ 74 ]   |

指標
- (A) 表示根據當前票價調整後的總數（由Box Office Mojo計算）。

## 獎項
迪士尼文藝復興時的十部電影中有九部獲得奧斯卡金像獎提名，其中六部至少獲得一項奧斯卡金像獎；六首最佳原創歌曲和五首最佳原創配樂，其中前五部電影獲得了這兩個類別的獎項。迪士尼文藝復興時期也因其電影《美女與野獸》成為有史以來第一部獲得最佳影片提名的動畫電影聞名。九部電影獲得安妮獎提名，其中八部至少贏得一項：
| 年份 | 電影標題   | 奧斯卡金像獎 | 奧斯卡金像獎 | 安妮獎 | 安妮獎 |
| 年份 | 電影標題   | 提名         | 獲獎         | 提名   | 獲獎   |
| ---- | ---------- | ------------ | ------------ | ------ | ------ |
| 1989 | 小美人魚   | 3            | 2            | 0      | 0      |
| 1991 | 美女與野獸 | 6            | 2            | 2      | 2      |
| 1992 | 阿拉丁     | 5            | 2            | 3      | 1      |
| 1994 | 獅子王     | 4            | 2            | 3      | 3      |
| 1995 | 風中奇緣   | 2            | 2            | 7      | 4      |
| 1996 | 鐘樓怪人   | 1            | 0            | 13     | 0      |
| 1997 | 大力士     | 1            | 0            | 6      | 4      |
| 1998 | 花木蘭     | 1            | 0            | 12     | 10     |
| 1999 | 泰山       | 1            | 1            | 11     | 1      |

## 音樂

### 配樂
所有配樂最初都是在華特迪士尼唱片下以CD和盒式磁帶的形式發行的。
| 標題                                  | 發布日期       | 各國專輯榜 | 各國專輯榜 | 各國專輯榜 | 各國專輯榜 | 各國專輯榜 | 各國專輯榜 | 各國專輯榜 | 各國專輯榜 | 各國專輯榜 | 各國專輯榜 | 認證    | 認證    |
| 標題                                  | 發布日期       | US         | AUS        | AUT        | BEL (Vl)   | BEL (Wa)   | FRA        | GER        | NL         | NZ         | SWI        | RIAA    | MC      |
| ------------------------------------- | -------------- | ---------- | ---------- | ---------- | ---------- | ---------- | ---------- | ---------- | ---------- | ---------- | ---------- | ------- | ------- |
| 小美人魚                              | 1989年10月19日 | 32         | —          | —          | —          | —          | —          | —          | —          | —          | 25         | 6× 白金 | 3× 白金 |
| 美女與野獸                            | 1991年10月24日 | 19         | 18         | —          | —          | —          | —          | —          | 25         | 21         | —          | 3× 白金 | 白金    |
| 阿拉丁                                | 1992年10月27日 | 6          | 15         | —          | —          | —          | —          | 71         | —          | 29         | —          | 3× 白金 | 3× 白金 |
| 獅子王                                | 1994年4月27日  | 1          | 3          | 4          | 16         | 5          | 1          | 7          | 6          | 1          | 1          | 鑽石    | 鑽石    |
| 風中奇緣                              | 1995年6月1日   | 1          | 19         | 35         | 32         | 11         | —          | 79         | —          | 8          | 36         | 3× 白金 | 4×白金  |
| 鐘樓怪人                              | 1996年5月7日   | 11         | —          | —          | —          | —          | 12         | —          | —          | —          | —          | 白金    | 白金    |
| 大力士                                | 1997年5月27日  | 17         | —          | —          | —          | —          | 28         | —          | —          | —          | —          | 金      | 金      |
| 花木蘭                                | 1998年6月2日   | 25         | —          | —          | —          | —          | 20         | —          | —          | —          | —          | 金      |         |
| 泰山                                  | 1999年5月18日  | 5          | 40         | 9          | 32         | 28         | 9          | 6          | 51         | 34         | 11         | 2× 白金 | 2× 白金 |
| “—”表示未在該地區上榜或未發行的唱片。 |                |            |            |            |            |            |            |            |            |            |            |         |         |

### 單曲
| 標題                                  | 英語表演者                | 年份 | 排行榜 | 排行榜 | 排行榜 | 排行榜 | 認證       | 專輯       |
| 標題                                  | 英語表演者                | 年份 | US     | US AC  | AUS    | UK     | 認證       | 專輯       |
| ------------------------------------- | ------------------------- | ---- | ------ | ------ | ------ | ------ | ---------- | ---------- |
| Under the Sea                         | 山繆爾·E·萊特             | 1989 | —      | —      | —      | —      |            | 小美人魚   |
| 美女與野獸（歌曲）                    | 席琳·狄翁 & 皮波·布莱森   | 1991 | 9      | 3      | 17     | 9      | RIAA: 金   | 美女與野獸 |
| 嶄新世界                              | 皮波·布莱森 & 瑞姬娜·貝爾 | 1992 | 1      | 1      | 10     | 9      | RIAA: 金   | 阿拉丁     |
| 今夜感覺我的愛                        | 艾爾頓·強                 | 1994 | 4      | 1      | 9      | 14     | RIAA: 白金 | 獅子王     |
| 生生不息                              | 艾爾頓·強                 | 1994 | 18     | 2      | 60     | 11     | RIAA: 金   | 獅子王     |
| 风之彩                                | 凡妮莎·威廉斯             | 1995 | 4      | 2      | 16     | 21     | RIAA: 金   | 風中奇緣   |
| 如果沒遇見你                          | 強.西卡達 & 仙妮絲        | 1995 | 108    | —      | —      | 51     |            | 風中奇緣   |
| 一天（歌曲）                          | All-4-One                 | 1996 | 30     | 14     | —      | —      | RIAA: Gold | 鐘樓怪人   |
| 一天（歌曲）                          | 永恆                      | 1996 | —      | —      | 27     | 4      |            | 鐘樓怪人   |
| 去向遠方                              | 邁克爾·波頓               | 1997 | 24     | 1      | —      | 14     |            | 大力士     |
| 我不會說                              | 贝琳达·卡莱尔             | 1997 | —      | —      | —      | —      |            | 大力士     |
| 依隨你心                              | 98度 & 史蒂维·旺德        | 1998 | —      | —      | 73     | 51     |            | 花木蘭     |
| 倒影                                  | 克莉絲汀·阿奎萊拉         | 1998 | —      | 19     | —      | —      |            | 花木蘭     |
| 你在我心中                            | 菲爾·柯林斯               | 1999 | 21     | 1      | 43     | 17     |            | 泰山       |
| 奇妙的感覺                            | 菲爾·柯林斯               | 1999 | —      | 10     | —      | —      |            | 泰山       |
| 人之子                                | 菲爾·柯林斯               | 2000 | —      | —      | —      | —      |            | 泰山       |
| 兩個世界                              | 菲爾·柯林斯               | 2000 | —      | —      | —      | —      |            | 泰山       |
| “—”表示未在該地區上榜或未發行的唱片。 |                           |      |        |        |        |        |            |            |

## 分析
許多人將迪士尼文藝復興的成功，歸功於1989年至1999年的大部分電影的關鍵相似之處。即藉由百老匯風格的音樂、數位技術被用於推動每部電影的敘事。主要的人物藉由歌曲來展示他們的內心情感。除了主角內心透過演唱傳遞出他們所盼望的生活，還有配角領銜的合唱。評論家還表示，文藝復興時期電影的音樂風格因電影而異。一個例子是《小美人魚》有卡里普索音樂風格的音樂，《大力士》則在配樂中使用了摩城音樂。
CAPS的使用、動畫序列、名人配音加入據說也吸引了足夠觀眾。 羅賓·威廉斯在《阿拉丁》中飾演精靈的表演，是許多人認為其他工作室開始在他們的動畫電影中聘請名人擔任配音演員的原因。
由於迪士尼從未承認其文藝復興時期電影的官方時間表，因此人們爭論哪部電影應該被視為時代的終結。有些人認為《恐龍》(2000年) 使用CGI的效果，或是具有喜劇基調的《變身國王》(2000年) 是文藝復興的終結。如果將《恐龍》或《變身國王》視為文藝復興時期的結束，則1999年的《幻想曲2000》實際也被被列入文藝復興的電影陣容。《漫畫資源》的布蘭登·扎切里（Brandon Zachery）則認為，《泰山》確實被廣泛認為是迪士尼文藝復興的終結，因為它是迪士尼連續在1990年代上映的最後一部電影，「仍然遵循許多該時期的標準特徵，包括多首歌曲、尖端視覺效果和名人在小角色中的客串」。

### 對其他工作室的影響
迪士尼文藝復興的成功吸引了眾多動畫工作室和電影工作室的關注，美國主要電影製片廠成立了新的動畫部門，如福克斯動畫工作室、华纳兄弟动画公司長片和夢工廠動畫，通過將他們的動畫電影製作形似迪士尼風格的音樂劇來複製迪士尼的成功。上述音樂劇的例子包括《猫咪不跳舞》（1997年）、《真假公主－安娜塔西亞》 （1997年）、《尋找卡美洛特》（1998年）和《埃及王子》（1998年）。

### 對迪士尼的影響（2009年至今）
許多人稱讚華特迪斯尼動畫工作室從2009年至今發行的院線電影是一種「文藝復興」的回歸，並將當代迪士尼歷史上的時代稱為「迪士尼復興」甚至「新迪士尼文藝復興」。然而，當代的迪士尼工作室的大多數電影，幾乎都都使用CGI動畫以取代傳統動畫，並結合了文藝復興時期百老匯音樂風格的奇幻場景再次詮釋原有的故事。文藝復興時期的幾名製作成員回來幫助製作復興電影。包括羅恩·克萊門茨和約翰·馬斯克回歸執導《公主與青蛙》 (2009年) 和《海洋奇缘》 (2016年)。亞倫·孟肯為《魔髮奇緣》 (2010年) 配樂，並擔任《無敵破壞王2：網路大暴走》（2018年）的詞曲作者。
迪士尼復興時期是迪士尼動畫史上最賺錢的時代。例如《冰雪奇缘》在全球的票房收入超過12億美元。擁有最高票房動畫電影的成就，成為有史以來票房收入第五高的電影，以及2013年華特迪士尼影業票房收入第三高的電影。《冰雪奇緣》也是華特迪士尼動畫工作室繼《泰山》之後，首部獲得奧斯卡金像獎的長篇電影。

## 衍生系列

### 續集
迪士尼電影卡通（後來被稱為迪士尼卡通工作室），是迪士尼所成立的一家小型動畫工作室，並藉由動畫工作室製作人員製作許多文藝復興時期電影的非戲院首映續集。其中1994年的《賈方復仇記》作為《阿拉丁》的續集成為該工作室第一部發布的電影。
其他文藝復興時期電影的續集包括《美女與野獸：貝兒的心願》（1997年）、《風中奇緣2：倫敦之旅》（1998年）、《狮子王2：辛巴的荣耀》（1998年）、《小美人魚2：重返大海》（2000年）、《鐘樓怪人2：老時鐘的秘密》(2002年)、《花木蘭2》（2004年）、《狮子王3：Hakuna Matata》（2004年）、《泰山2》（2005年）和《小美人魚3：回到當初》（2008年）。

### 電視系列
迪士尼电视动画公司在1990年代則根據迪士尼文藝復興時期的電影改編以製作電視動畫，其作品包括《小美人魚（電視劇）》（1992–1994年）、《阿拉丁 (動畫影集)》（1994-1995年）、《彭彭丁滿歷險記》（1995–1999年）、《大力士：動畫系列》（1998-1999年）和《泰山傳奇》（2001-2003年）和《小獅王守護隊》（2015-2019年）。

### 電子遊戲
迪士尼互動工作室曾在1990年代根據迪士尼文藝復興時期的電影製作電子遊戲。

### 真人化
由比爾·坎登執導的《美女與野獸》於2017年3月17日上映，是迪士尼文藝復興時期的第一部真人改編電影。亞倫·孟肯回歸與蒂姆·賴斯一起創作新樂譜和新歌。 這部電影在全球的票房收入超過12億美元，成為全球票房收入最高的真人音樂電影以及2017年票房收入第二高的電影，以及票房收入第十高的電影。 《美女與野獸》收到了評論家的普遍正面評價，許多人稱讚它忠實於原版動畫電影，以及百老匯音樂劇的元素、演員的表演、視覺風格、樂譜、歌曲、服裝設計和製作價值，儘管某些角色設計遭受批評，並且與原作過於相似。
《阿拉丁》由佳·烈治執導並與他人共同編劇，是2019年5月24日在美國上映的第二部真人版迪士尼文藝復興改編電影。艾倫·門肯再次回歸與班吉·帕塞克和賈斯汀共同創作新音樂和歌曲。它在全球票房收入10億美元，成為2019 年票房收入第九高的電影。 這部電影受到評論家的褒貶不一，對其音樂、服裝設計和演員的表演表示稱讚，但對里奇的導演和劇本提出了批評。
迪士尼文藝復興的第三部真人翻拍版為《獅子王》（由強·法夫洛執導和製作）。它於2019年7月19日在美國上映。漢斯·齊默作為作曲家回歸，埃爾頓·約翰和蒂姆·賴斯回歸與碧昂絲一起創作新歌。該部作品在全球的票房收入超過16億美元，成為有史以來票房最高的動畫電影、票房最高的音樂電影、票房最高的翻拍電影、以及票房最高的華特迪士尼影業電影，2019年票房第二高的電影，以及有史以來票房第七高的電影。這部電影獲得了褒貶不一的評價，評論對視覺效果、音樂和聲樂表演表示稱讚，但批評其缺乏獨創性，以及角色的面部表情存在巨大問題。
第四部真人改編版《花木蘭》於2020年9月4日上映。由妮基·卡罗執導，哈利·葛瑞森-威廉斯擔任該片的新作曲家和詞曲作者。該部電影原定於2020年3月廣泛上映，但由於受嚴重特殊傳染性肺炎疫情影響而數次延遲上映，最終在美國被取消。迪士尼改為於2020年9月4日在Disney+上首映，這部電影的製作預算為2億美元，然而受到疫情及其他因素之影響，最終票房收入僅為7000萬美元，《花木蘭》獲得西方影評人普遍較好的評價，他們稱讚電影的動作戲、視覺效果和演員演出，但對劇本提出批評。此外，電影受到了中國觀眾的負面評價，他們批評人物發展、對中國歷史的不准確描述以及對中國文化元素的處理不當。
《小美人魚》迪士尼文藝復興時期的第五部真人翻拍作品。由羅伯·馬歇爾執導和製作，定於2023年5月26日上映。亞倫·門肯也將作為電影的作曲家回歸，並將與製片人林-曼努爾·米蘭達一起創作新歌。
《鐘樓怪人》和《大力士》的真人版改編目前正在開發中，後者由蓋·里奇執導。

## 另見
- 醒來的睡美人（英语：Waking_Sleeping_Beauty）：2009年的長篇紀錄片，追溯1984年至1994年迪士尼文藝復興時期從開始到成功的過程。

## 外部連結

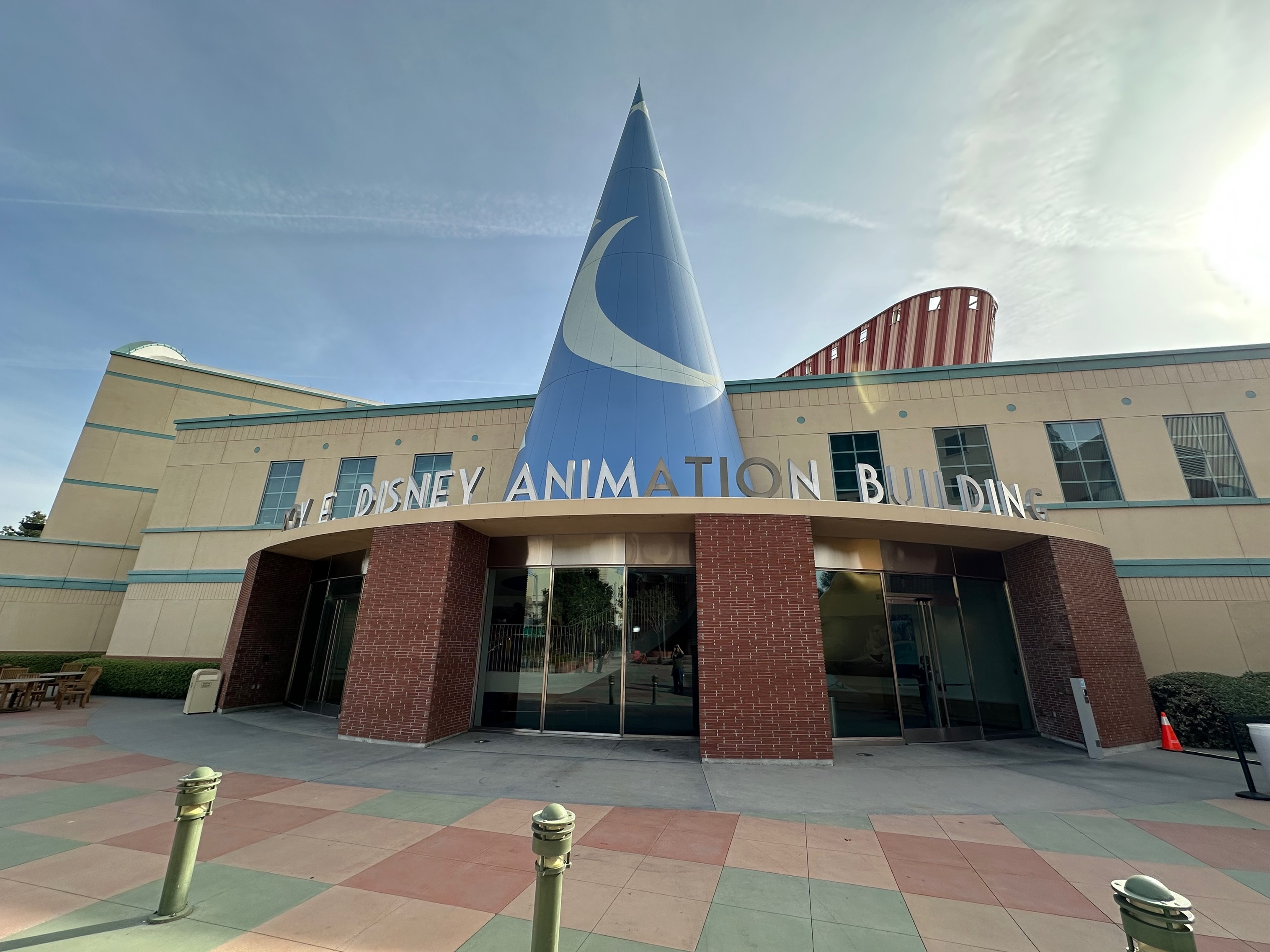
華特迪士尼製片廠的洛伊·E·迪士尼動畫大樓，現在是華特迪士尼動畫工作室的所在地。

- Decent Films: Notes on the End of the Disney Renaissance （页面存档备份，存于）
- Disney Animated Film List Archive.today的存檔，存档日期2014-01-03